# العلاقات الباهاماسية اللاوسية
العلاقات الباهاماسية اللاوسية هي العلاقات الثنائية التي تجمع بين باهاماس ولاوس.

## مقارنة بين البلدين
هذه مقارنة عامة ومرجعية للدولتين:
| وجه المقارنة                                              | باهاماس      | لاوس        |
| --------------------------------------------------------- | ------------ | ----------- |
| المساحة (كم2)                                             | 13.88 ألف    | 236.80 ألف  |
| عدد السكان (نسمة)                                         | 395.36 ألف   | 6.86 مليون  |
| الكثافة السكانية (ن./كم²)                                 | 28.48        | 28.97       |
| العاصمة                                                   | ناساو        | فيينتيان    |
| اللغة الرسمية                                             | لغة إنجليزية | اللغة اللاو |
| العملة                                                    | دولار بهامي  | كيب لاوي    |
| الناتج المحلي الإجمالي (بليون دولار)                      | 12.16 مليار  | 16.85 مليار |
| الناتج المحلي الإجمالي (تعادل القوة الشرائية) بليون دولار | 8.92 مليار   | 38.71 مليار |
| الناتج المحلي الإجمالي الاسمي للفرد دولار أمريكي          | 22.82 ألف    | 1.82 ألف    |
| الناتج المحلي الإجمالي للفرد دولار أمريكي                 |              |             |
| مؤشر التنمية البشرية                                      | 0.790        | 0.575       |
| رمز المكالمات الدولي                                      | +1242        | +856        |
| رمز الإنترنت                                              | .bs          | .la         |
| المنطقة الزمنية                                           | 00           | ت ع م+07:00 |

## منظمات دولية مشتركة
يشترك البلدان في عضوية مجموعة من المنظمات الدولية، منها:
| علم المنظمة | اسم المنظمة                        | تاريخ انضمام باهاماس | تاريخ انضمام لاوس |
| ----------- | ---------------------------------- | -------------------- | ----------------- |
|             | مؤسسة التنمية الدولية              | 23 يونيو 2008        | 28 أكتوبر 1963    |
|             | يونسكو                             | 23 أبريل 1981        | 9 يوليو 1951      |
|             | وكالة ضمان الاستثمار متعدد الأطراف | 4 أكتوبر 1994        | 5 أبريل 2000      |
|             | الأمم المتحدة                      | 18 سبتمبر 1973       | 14 ديسمبر 1955    |
|             | البنك الدولي للإنشاء والتعمير      | 21 أغسطس 1973        | 5 يوليو 1961      |
|             | منظمة حظر الأسلحة الكيميائية       | ?                    | ?                 |
|             | مؤسسة التمويل الدولية              | 8 ديسمبر 1986        | 29 يناير 1992     |
|             | منظمة الشرطة الجنائية الدولية      | ?                    | ?                 |

## وصلات خارجية
- موقع وزارة الخارجية اللاوسية